# HMS Limbourne (L57)
HMS Limbourne (L57) là một tàu khu trục hộ tống lớp Hunt Kiểu III của Hải quân Hoàng gia Anh Quốc được hạ thủy và nhập biên chế năm 1942. Nó đã hoạt động trong Chiến tranh Thế giới thứ hai cho đến khi bị đắm do trúng ngư lôi từ tàu phóng lôi E-boat Đức tại eo biển Manche vào ngày 23 tháng 10, 1943.

## Thiết kế và chế tạo
Limbourne được đặt hàng vào ngày 4 tháng 7, 1940 cho hãng Alexander Stephen and Sons tại Govan, Glasgow, Scotland trong Chương trình Chiến tranh Khẩn cấp 1940 và được đặt lườn vào ngày 8 tháng 4, 1941. Nó được hạ thủy vào ngày 12 tháng 5, 1942 và hoàn tất vào ngày 24 tháng 10 năm 1942. Con tàu được cộng đồng dân cư Dagenham thuộc hạt Essex đỡ đầu trong khuôn khổ cuộc vận động gây quỹ Tuần lễ Tàu chiến năm 1942. Tên nó được đặt theo một rừng săn cáo cũ không còn tồn tại, và là chiếc tàu chiến duy nhất của Hải quân Anh được đặt cái tên này.

## Lịch sử hoạt động

### 1942
Sau khi hoàn tất chạy thử máy, Limbourne chuyển đến Scapa Flow vào tháng 11, 1942, nơi nó gia nhập Hạm đội Nhà và tiếp tục được trang bị hoàn thiện. Trong giai đoạn này nó đã hộ tống thiết giáp hạm Duke of York (17) đi Gibraltar, và sau đó hộ tống Duke of York và tàu sân bay Victorious (R38) từ Địa Trung Hải quay trở về Anh sau khi đã hỗ trợ cho Chiến dịch Torch, cuộc đổ bộ của lực lượng Đồng Minh lên Bắc Phi. Sang tháng 12, nó được điều đến Plymouth và gia nhập Chi hạm đội Khu trục 15. Con tàu đảm nhiệm việc tuần tra và hộ tống vận tải ven biển tại khu vực eo biển Manche và Khu vực Tiếp cận phía Tây.

### 1943
Limbourne đảm nhiệm vai trò tuần tra và hộ tống vận tải đi lại giữa Anh và Gibraltar cho đến tháng 3, 1943, khi nó bị hư hại một chân vịt; nó được sửa chữa thay thế chân vịt tại xưởng tàu ở Portsmouth, rồi sau đó hộ tống thiết giáp hạm Pháp Courbet đi Clyde, Scotland. Sang tháng 4, nó cùng chi hạm đội tiếp tục nhiệm vụ bảo vệ các đoàn tàu vận tải ven biển tại vùng eo biển Manche và Khu vực Tiếp cận phía Tây. Vào tháng 9, nó được phân công tuần tra chống tàu ngầm tại khu vực vịnh Biscay, ngăn chặn tàu ngầm U-boat Đức băng qua đây để tiến vào Đại Tây Dương. Đến ngày 3 tháng 10, nó bị hư hại nhẹ sau khi đụng độ với các tàu phóng lôi E-boat Đức.
Vào ngày 22 tháng 10, Limbourne được bố trí cùng tàu tuần dương hạng nhẹ tàu tuần dương hạng nhẹ Charybdis (88) và các tàu khu trục Grenville (R97), Stevenstone (L16), Rocket (H92), Talybont (L18) và Wensleydale (L86) trong Chiến dịch Tunnel nhằm ngăn chặn chiếc tàu buôn Đức Munsterland chở nguyên liệu cao su và kim loại vượt phong tỏa. Kế hoạch tác chiến của Anh được vạch ra gấp gáp, huy động những tàu chiến sẵn có; trong khi con tàu Đức được hộ tống bởi sáu tàu quét mìn và hai tàu tuần tra trang bị radar và sau đó được tăng cường thêm năm tàu phóng lôi.
Trong trận Sept-Îles diễn ra vào ngày hôm sau, Limbourne bị các tàu phóng lôi Đức tấn công gần đảo Guernsey, và trúng phải ngư lôi phóng từ tàu phóng lôi T22. Nó bị hư hại nặng và hoàn toàn bất động. Kế hoạch kéo con tàu đi thất bại, nên cuối cùng nó phải bị đánh đắm bởi ngư lôi của Talybont và hải pháo từ chiếc Rocket. 42 người trong số thành viên thủy thủ đoàn đã bị mất cùng con tàu, và có 100 người sống sót. Tàu tuần dương Charybdis cũng bị đánh chìm bởi ngư lôi trong trận này.